# Реваковцы

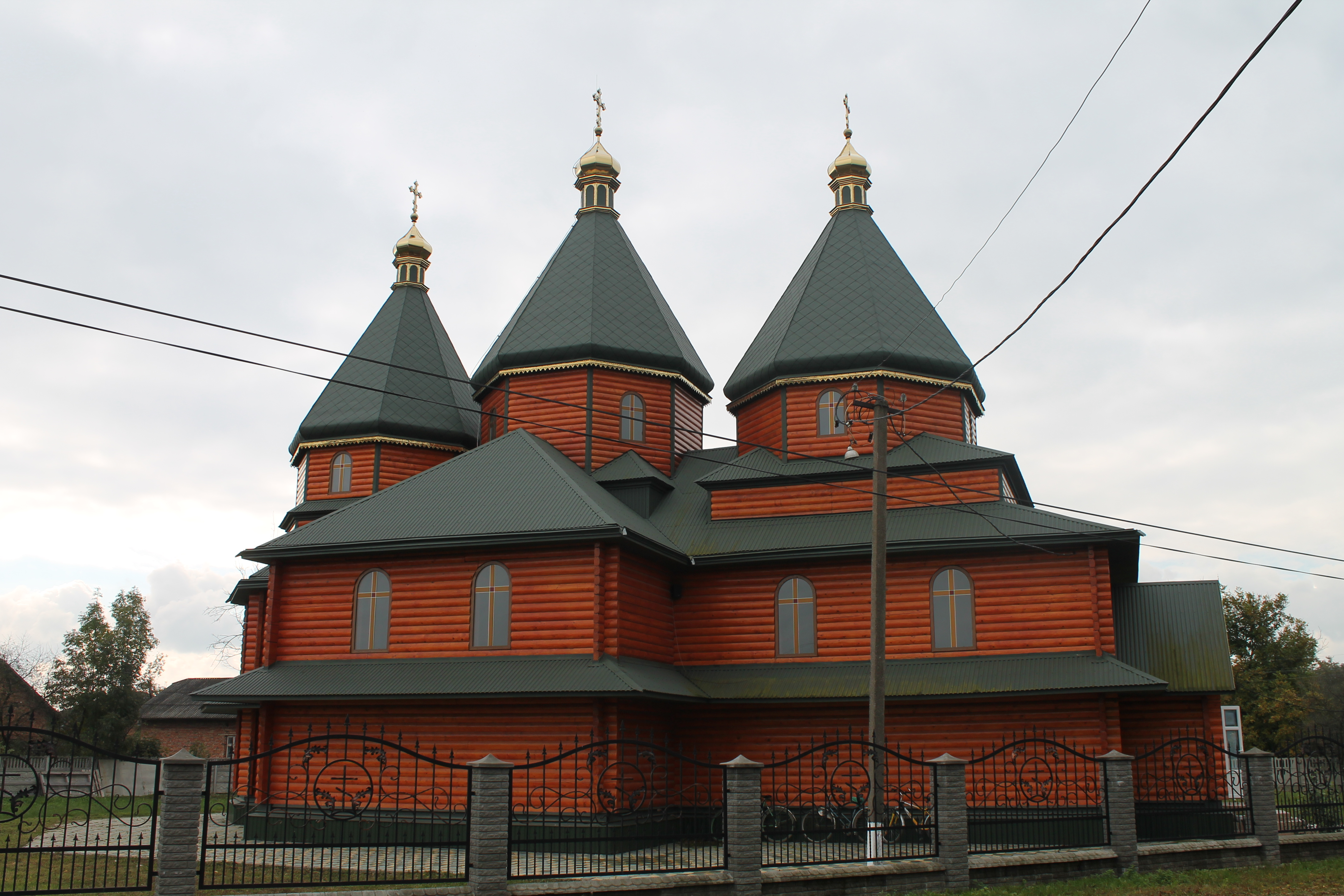
Церковь Святого Николая

Реваковцы (укр. Реваківці) — село в Неполоковецкой поселковой общине Черновицкого района Черновицкой области Украины.
До 2020 года входило в Кицманский район
Население по переписи 2001 года составляло 812 человека. Почтовый индекс — 59333. Телефонный код — 3736. Код КОАТУУ — 7322580504.